# Mooresches Gesetz

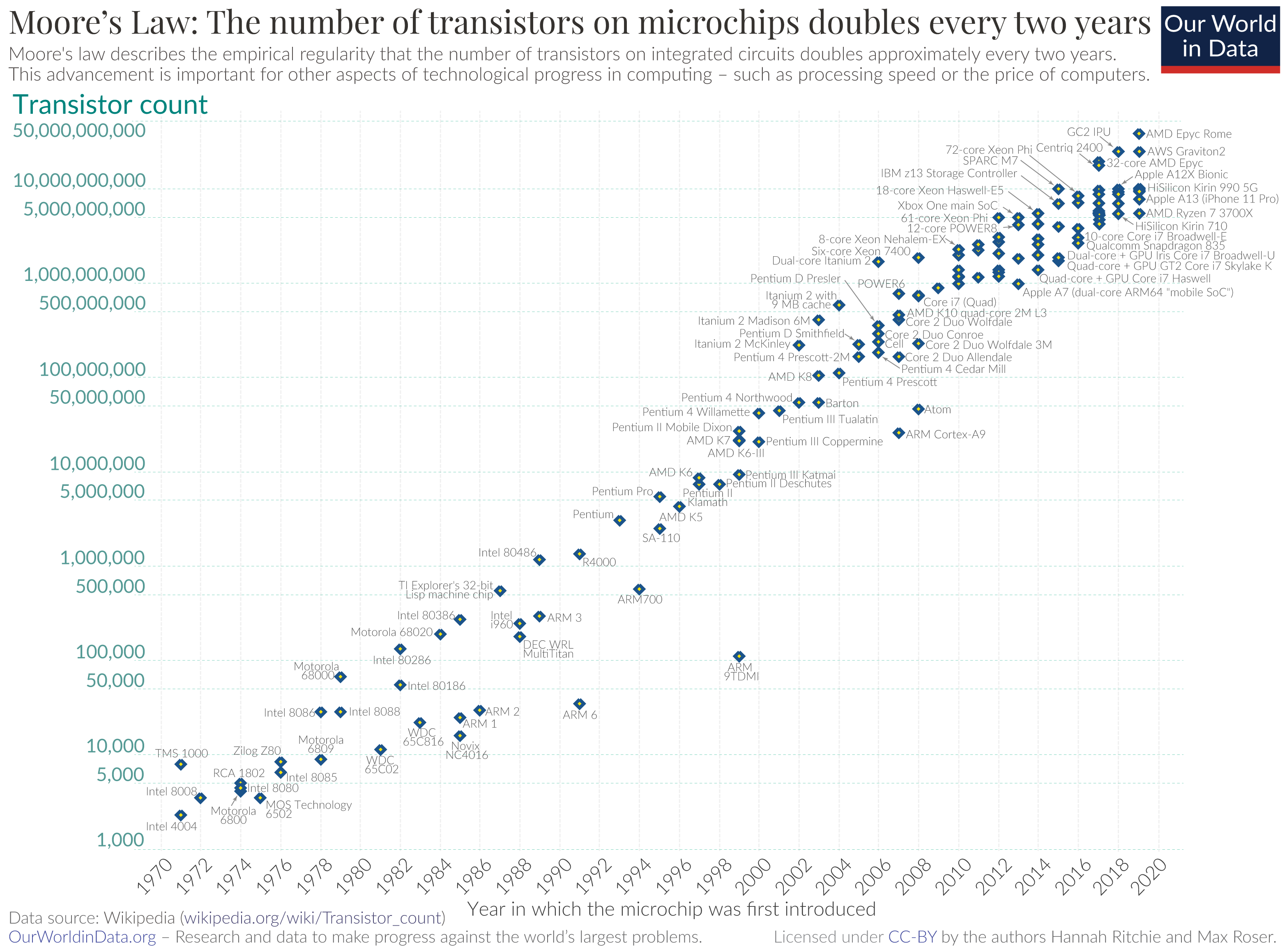
Mooresches Gesetz: Im betrachteten Zeitraum verdoppelt sich die Anzahl der Transistoren etwa alle zwei Jahre.

Das Mooresche Gesetz (englisch Moore’s law; deutsch „Gesetz“ im Sinne von „Gesetzmäßigkeit“) besagt, dass sich die Zahl der Transistoren integrierter Schaltkreise mit minimalen Komponentenkosten regelmäßig verdoppelt; je nach Quelle werden 12, 18 oder 24 Monate als Zeitraum genannt.
Unter Komplexität verstand Gordon Moore, der das Gesetz 1965 formulierte, die Anzahl der Schaltkreiskomponenten auf einem integrierten Schaltkreis. Gelegentlich ist auch von einer Verdoppelung der Integrationsdichte die Rede, also der Anzahl an Transistoren pro Flächeneinheit. Diese technische Entwicklung bildet eine wesentliche Grundlage der „digitalen Revolution“.

## Geschichte

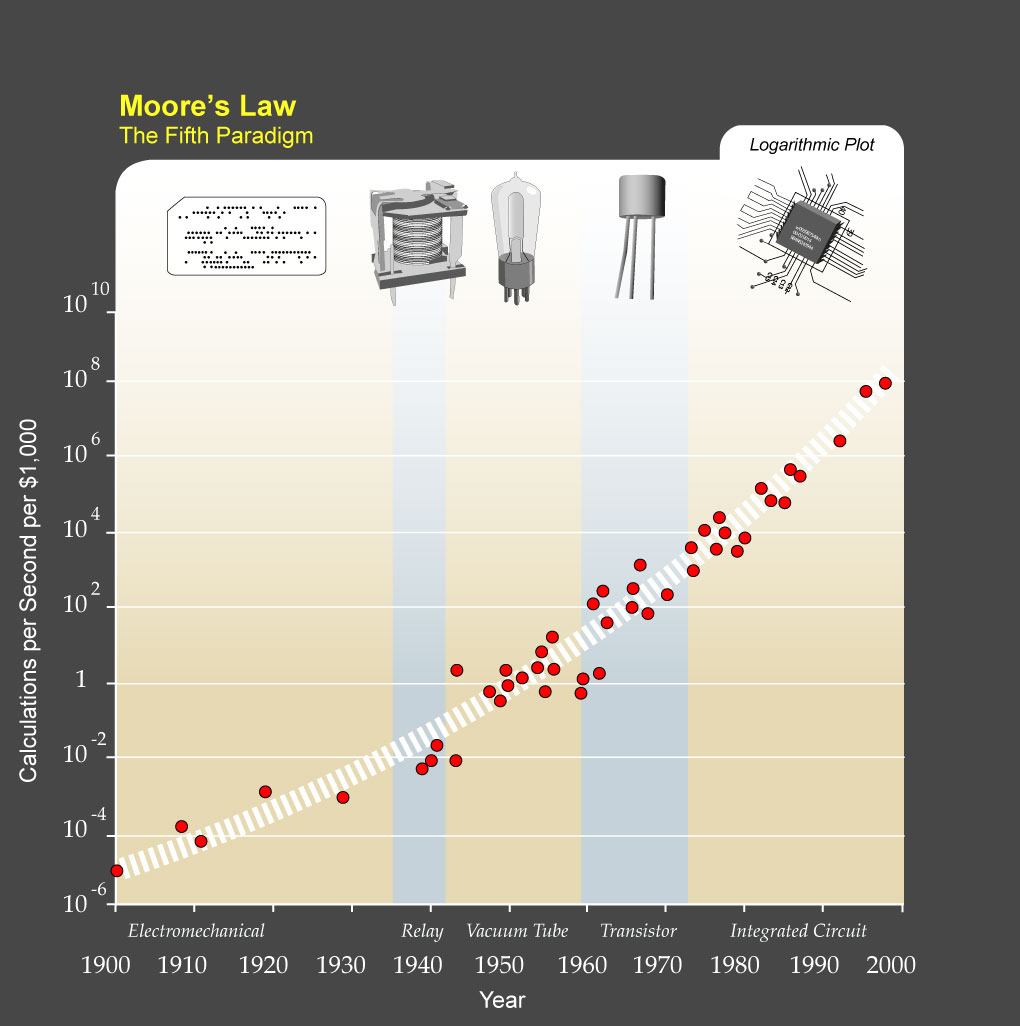
Bildliche Darstellung des mooreschen Gesetzes über die gesamte Geschichte der Rechenmaschinen

Gordon Moore äußerte seine Beobachtung in einem am 19. April 1965 erschienenen Artikel der Zeitschrift Electronics, nur wenige Jahre nach Erfindung der integrierten Schaltung. Die Bezeichnung „mooresches Gesetz“ wurde um 1970 von Carver Mead geprägt. Ursprünglich sagte Moore eine jährliche Verdoppelung voraus, korrigierte diese Aussage jedoch 1975 in einer Rede vor der Society of Photo-Optical Instrumentation Engineers (SPIE) auf eine Verdoppelung alle zwei Jahre (siehe auch wirthsches Gesetz). Auslöser dafür war, dass sich die stürmische Entwicklung der Halbleitertechnik der ersten Jahre verlangsamt hatte. Neben der Verkleinerung von Elementen und der Vergrößerung der Wafer spielte in den ersten Jahren noch die von Moore so genannte „cleverness“ eine Rolle, nämlich die Kunst, Bauelemente intelligent auf dem Chip zu integrieren. Die Grenzen dieser Cleverness waren in den 1970er Jahren weitgehend ausgereizt. Moores damaliger Intel-Kollege David House brachte eine Abschätzung von 18 Monaten ins Spiel, was heute die verbreitetste Variante des mooreschen Gesetzes ist und auch den Rahmen bildet, an dem die Halbleiterindustrie ihre Entwicklungspläne auf mehrere Jahre hinaus festmacht. Real verdoppelt sich die Leistung neuer Computerchips im Mittel etwa alle 20 Monate. In den Medien ist bis heute meist von einer Verdoppelung der Integrationsdichte alle 18 Monate die Rede.
Dieser Wert bezieht sich jedoch auf Angaben aus der Massenproduktion einer zu dem Zeitpunkt aktuellen Technologie-Generation. 2005 lief beispielsweise die konkurrenzfähige Herstellung der Chips für den Weltmarkt mit Strukturen zwischen 130 und 90 nm. In Vorbereitung für die Massenfertigung befand sich die 65-nm-Technik (Gatelänge je nach Technologie ca. 30 bis 50 nm) und im Labor befasste man sich damals bereits mit wiederum kleineren Strukturgrößen. So wurden schon erste Prototyp-Transistoren mit 10 nm Gatelänge gefertigt.
Auf Intels Entwicklerforum (IDF) im Herbst 2007 sagte Moore das Ende seines Gesetzes voraus: Es werde wahrscheinlich noch 10 bis 15 Jahre Bestand haben, bis eine fundamentale Grenze erreicht sei. Allerdings prognostizierte Pat Gelsinger, Chef der Digital-Enterprise-Sparte von Intel, bereits ein halbes Jahr später, dass das mooresche Gesetz noch bis 2029 Gültigkeit behalten würde. Im Oktober 2009 erklärte Martin Strobel in seiner Funktion als Pressesprecher von Intel Deutschland im Detail, weshalb man zuversichtlich sei, „das mooresche Gesetz noch eine ganze Weile erfüllen zu können“.
Abseits dieser technischen Fragen fällt bei der genauen Lektüre des Originalartikels aus dem Jahr 1965 allerdings auf, dass Moore keine wirkliche Begründung dafür liefert, warum die Entwicklung in dieser Geschwindigkeit und in dieser Form verlaufen sollte. Auch war zum damaligen Zeitpunkt die Entwicklung der Halbleitertechnik noch so neu, dass eine (z. B. lineare) Extrapolation des bisherigen Verlaufes in die Zukunft kaum hätte seriös genannt werden können. Stattdessen skizziert Moore ausführlich – und mit offensichtlicher Begeisterung – ein sehr weites Szenario möglicher zukünftiger Anwendungen in Wirtschaft, Verwaltung (und Militär), die zum damaligen Zeitpunkt aber – wenn überhaupt – allenfalls als Plan oder als grobe Vorstellung tatsächlich existierten. Dabei behauptet er zwar gleich am Anfang seines Artikels, dass „bis 1975 wirtschaftlicher Druck dazu führen würde, bis zu 65.000 Komponenten auf einen einzelnen Chip zusammenzuquetschen“ (… by 1975 economics may dictate squeezing as many as 65,000 components on a single silicon chip …), macht aber keine weiteren Angaben dazu, woher, in welcher Form oder auch von wem ein solcher wirtschaftlicher Druck ausgeübt werden sollte. Rückblickend und nachdem die Informationstechnik sich tatsächlich so rasant über mehrere Jahrzehnte hinweg entwickelt hat, ist es kaum noch möglich, die visionäre Kraft adäquat einzuschätzen, die damals von Gordon Moore für diese Prognose aufgebracht werden musste.

## Auslegung

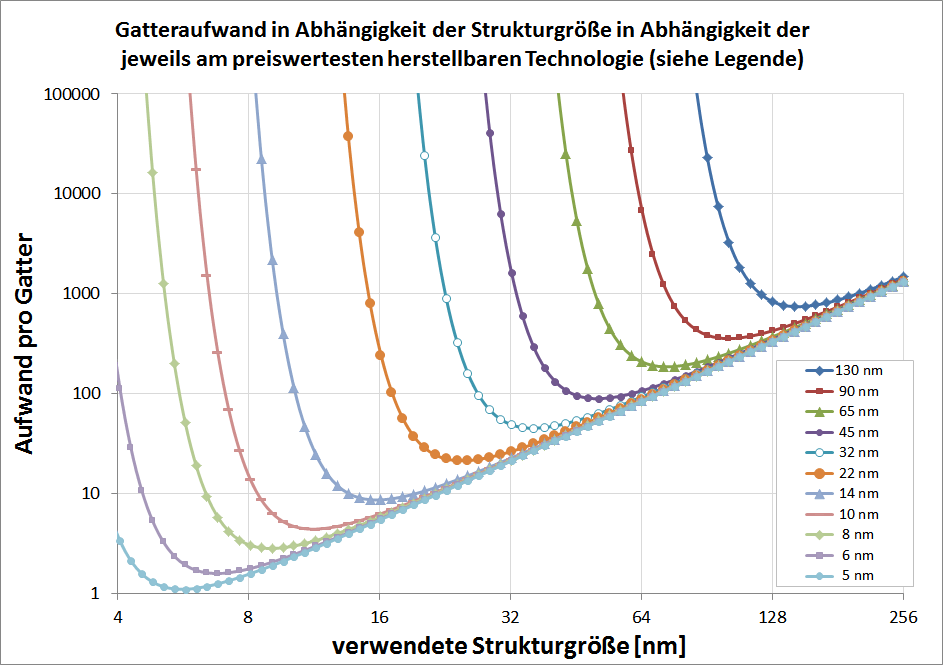
Mooresches Gesetz: Das Optimum der Kosten in Abhängigkeit von der Strukturgröße verschiebt sich mit der Zeit zu niedrigeren Werten und kleineren Strukturgrößen. Die einzelnen Kurven stellen verschiedene Technologiestände im Abstand von zwei bis drei Jahren dar. Man versucht für jeden dieser Zeiträume, sich ins Minimum der entsprechenden Kurve zu setzen. Prinzipiell könnte man Muster mit deutlich kleinerer Strukturgröße fertigen, allerdings dann zu exorbitant hohen Kosten.

Moores Gesetz ist kein wissenschaftliches Naturgesetz, sondern eine Faustregel, die auf eine empirische Beobachtung zurückgeht. Gleichzeitig kann man von einer „selbsterfüllenden Prophezeiung“
sprechen, da verschiedenste Industriezweige an der Entwicklung besserer Mikrochips beteiligt sind. Sie müssen sich auf gemeinsame Meilensteine einigen (z. B. optische Industrie mit verbesserten lithographischen Methoden), um wirtschaftlich arbeiten zu können. Die Formulierung des mooreschen Gesetzes hat sich im Laufe der Zeit stark verändert. Sprach Moore noch von der Komponentenanzahl auf einer integrierten Schaltung, so ist heute von der Transistoranzahl auf einer integrierten Schaltung die Rede, mitunter sogar von der Transistoranzahl pro Flächeneinheit.
Moore stellte fest, dass die Kosten einer Schaltkreiskomponente verfahrensbedingt sowohl mit sinkender als auch mit steigender Komponentenanzahl anstiegen. Bei niedriger Komponentenanzahl wurde das verfügbare Material nicht voll ausgenutzt, für höhere Komponentenanzahlen mussten experimentelle Verfahren eingesetzt werden, die sich wirtschaftlich noch nicht lohnten. Er bezog seine Beobachtung daher ausschließlich auf das jeweilige Kostenoptimum, also dasjenige Produktionsverfahren und diejenige Komponentenanzahl pro Schaltkreis, bei denen die Kosten pro Schaltkreiskomponente am geringsten ausfielen. Dadurch ist theoretisch klar vorgegeben, welches Herstellungsverfahren und welcher Computerchip zur Überprüfung des mooreschen Gesetzes in jedem Jahr betrachtet werden müssten.
Die unterschiedlichen Formulierungen verzerren die ursprüngliche Beobachtung Moores teilweise bis zur Unkenntlichkeit. Bereits die variable Auslegung des Verdoppelungszeitraums von 12, 18 oder 24 Monaten verursacht beträchtliche Unterschiede. Da Computerchips stark in der Größe variieren, ist es auch nicht dasselbe, ob man die Transistoranzahl pro Chip oder pro Flächeneinheit betrachtet. Das Weglassen des Kostenoptimums schließlich führt zu einer vollständigen Entfremdung. Ohne Kostenoptimum kann jedes beliebige Produktionsverfahren und jeder beliebige Schaltkreis zur Bestätigung des mooreschen Gesetzes herangezogen werden; ob es sich um einen handelsüblichen Prozessor, extrem teure Hochtechnologie oder experimentelle Schaltkreise, die noch gar nicht auf dem Markt sind, handelt, ist in dieser laxen Auslegung ohne Belang. Durch die unterschiedlichen kursierenden Versionen hat das mooresche Gesetz viel von seiner objektiven Aussagekraft eingebüßt.

## Schreibweise
Die Komplexität {\displaystyle K} in Abhängigkeit mit der Zeit {\displaystyle t} des mooreschen Gesetzes folgt einer Exponentialfunktion:
{\displaystyle K(t)=K_{0}\cdot e^{\lambda \cdot t}}
Dabei ist die Rate der Zunahme {\displaystyle \lambda } der Kehrwert der Verdopplungszeit {\displaystyle T_{2}}, multipliziert mit der Konstanten {\displaystyle \ln(2)}:
{\displaystyle \lambda =\ln(2)\cdot {\frac {1}{T_{2}}}}
Dieser Zusammenhang kann auch in der verkürzten Schreibweise:
{\displaystyle K(t)=K_{0}\cdot 2^{\frac {t}{T_{2}}}}
dargestellt werden.
Für die Verdopplungszeit {\displaystyle T_{2}} sind mehrere Annahmen gebräuchlich. Oftmals wird {\displaystyle T_{2}=2a} verwendet, {\displaystyle \lambda } beträgt in diesem Fall 0,35 pro Jahr.

## Rechenleistung

### Zusammenhang zwischen Transistoranzahl und Leistung
Aus dem mooreschen Gesetz lässt sich nicht direkt ableiten, dass die Rechenleistung von Computern mit der Anzahl der Transistoren linear zunimmt. Moderne Prozessoren verwenden zunehmend Transistoren für integrierte Cache-Speicher, die lediglich die Datenbereitstellung beschleunigen, jedoch nicht direkt zur arithmetischen Rechenleistung beitragen.
Ein Beispiel liefert der Vergleich zweier Pentium-III-Modelle:
- Der „Katmai“ mit 500 MHz und externem L2-Cache enthält rund 9,5 Mio. Transistoren.
- Der „Coppermine“ mit 1000 MHz und integriertem L2-Cache enthält etwa 28,5 Mio. Transistoren.

Trotz Verdopplung der Taktfrequenz und Verdreifachung der Transistoranzahl stieg die Rechenleistung – gemessen anhand der SPEC-Benchmarks – nur um den Faktor 2,2 bis 2,3.
| Prozessor                                            | Transistoranzahl | SPEC-Werte     | SPEC-Werte      |
| Prozessor                                            | Transistoranzahl | Ganzzahl (int) | Gleitkomma (fp) |
| ---------------------------------------------------- | ---------------- | -------------- | --------------- |
| Pentium III 500 MHz (Katmai, externer L2-Cache)      | 9,5 Mio.         | 20,6           | 14,7            |
| Pentium III 1000 MHz (Coppermine, interner L2-Cache) | 28,5 Mio.        | 46,8           | 32,2            |

### Mehrkernprozessoren und Parallelisierung
Seit Einführung von Mehrkernprozessoren wird die steigende Transistoranzahl häufig durch zusätzliche Prozessorkerne umgesetzt. Diese erhöhen die parallele Verarbeitungsfähigkeit, aber nicht zwingend die Rechenleistung im gleichen Maß. Ursache sind Koordinationsaufwand und beschränkte Parallelisierbarkeit.
Nach dem amdahlschen Gesetz limitiert bereits ein geringer sequentieller Anteil die theoretische Beschleunigung. Ist z. B. 10 % des Programmcodes nicht parallel ausführbar, so ist bei beliebig vielen Kernen ein maximaler Speedup von 10 erreichbar.

## Grenzen

### Wirtschaftliche und physikalische Limitierungen
Seit den 2010er-Jahren wird das mooresche Gesetz zunehmend kritisch hinterfragt. Während sich die Transistoranzahl auf integrierten Schaltungen rein technisch weiter erhöhen lässt, steigen die dafür nötigen Entwicklungskosten überproportional an. In den 1990er-Jahren wirkte das Gesetz noch als selbsterfüllende Prophezeiung, da sich die Halbleiterindustrie entlang koordinierter Roadmaps orientierte und technologische Hürden mit steigenden Investitionen überwinden konnte.
Heute liegt die physikalische Grenze zunehmend in quantenmechanischen Effekten wie dem Tunnelstrom, die bei Strukturgrößen unterhalb von 3 nm deutlich zunehmen. Die Entwicklungskosten haben sich seit 2010 laut Branchenschätzungen etwa verzehnfacht.

### Stand der Fertigungstechnologie
Seit 2022 produziert TSMC erste Chips mit Strukturbreiten von 3 nm. Die für Ende 2025 angekündigte Einführung der 2-nm-Technologie dürfte sich jedoch um etwa zwei Jahre verzögern. Die 2016 veröffentlichte technologische Roadmap der Branche orientiert sich nicht mehr am mooreschen Gesetz.

### Neue Technologiekandidaten
Um die Grenzen der Siliziumtechnik zu überwinden, erforschen Industrie und Wissenschaft verschiedene Alternativen:
- Graphen und weitere Nanomaterialien
- Vertikale Integration (mehr Transistoren pro Volumen)
- Spintronik und Mehrwertige Logik
- Tieftemperatur- und Supraleiter-Computer
- Optische Systeme
- Quantencomputer
- Neuromorphe Chips, die sich am Gehirn orientieren[14][15]

Diese Konzepte würden Leistung und Speicherdichte steigern, ohne dabei im klassischen Sinn die Transistordichte auf einer Fläche zu erhöhen. Das mooresche Gesetz verlöre damit seine formale Gültigkeit, bliebe aber in seiner Systemwirkung relevant.

### Skalierbarkeitsgrenzen in der Anwendung
Auch auf Anwendungsseite zeigt sich, dass höhere Transistordichte nicht automatisch zu höherer Rechenleistung führt. Besonders in der numerischen Strömungssimulation auf Rechnerclustern mit vielen Kernen ist seit etwa 2003 eine Stagnation feststellbar: Die Rechenzeit pro Zelle und Iteration sinkt kaum noch. Grund ist der sogenannte Von-Neumann-Flaschenhals, bei dem Datenübertragungsraten nicht mit Rechenleistung mithalten.
Zudem schöpfen viele reale Anwendungen das theoretische Potenzial moderner Prozessoren nicht vollständig aus – etwa durch thermische Limitierungen, schlechte Parallelisierbarkeit oder nicht angepasste Software.

## Weitere Rezeption
Sherry „Lass“ Lassiter, Vorsitzende der Fab Foundation, formulierte 2016 das sogenannte lasssche Gesetz (Lass' Law): Demnach verdopple sich die Zahl der FabLabs und der auf Open-Source-Hardware basierenden Produktionssysteme jährlich.
Neil Gershenfeld betrachtet diese Entwicklung als nächste Stufe der digitalen, dezentralisierten Produktentwicklung.